# Hofsjökull (wulkan)
Hofsjökull także Hofsjökull-Kerlingarfjöll  – subglacjalny system wulkaniczny pod lodowcem Hofsjökull w środkowej Islandii. Data ostatniej erupcji nie jest znana. 

## Opis
Hofsjökull leży w środkowej Islandii pod lodowcem o tej samej nazwie – Hofsjökull. Jest to system wulkaniczny złożony z dwóch centralnych wulkanów Hofsjökull (1765 m n.p.m.) i Kerlingarfjöll (1488 m n.p.m.) oraz licznych szczelin. Ma ok. 90 km długości i dochodzi do 35 km szerokości. 
Wulkan Hofsjökull przykrywa pokrywa lodowa o grubości do 700 m, a jego kalderę wypełnia lód o powierzchni 30 km². Kerlingarfjöll charakteryzuje najbardziej dynamiczna aktywność fumaroliczna na wyspie.  
Hofsjökull jest systemem o niskiej aktywności. Ostatnie erupcje miały miejsce kilka tysięcy lat temu, a data ostatniej nie jest znana. 